# Weida (rivière)
Pour les articles homonymes, voir Weida.
La Weida est une rivière allemande prenant sa source en Saxe, appartenant au bassin de l'Elbe et qui s'écoule principalement en Thuringe dans l'arrondissement de Greiz.

## Géographie
La Weida naît dans les Monts de Thuringe près de la commune de Pausa dans l'arrondissement du Vogtland. S'écoulant dans le sens sud-nord dans le Vogtland, elle traverse les villes de Zeulenroda-Triebes, Weida avant de se jeter dans l'Elster Blanche qui est un sous-affluent de l'Elbe par la Saale à Wünschendorf-sur-Elster.
Deux barrages importants sont construits sur le cours de la Weida, le barrage de Zeulenroda (Talsperre Zeulenroda) tout d'abord et le barrage de Weida (Weidatalsperre) plus en aval. Ces deux ouvrages permettent la régulation de la rivière ainsi que l'approvisionnement en eau potable.

## Débit
Le débit moyen de la Weida est de 1,63 m3/s (mesuré entre 1923 et 2009) mais son débit moyen de crue est de 24,3 m3/s (mesuré sur la même période) et son débit maximal a été de 139 m3/s le 18 août 1924.